# Pomoná
Pomoná (Pakbul en maia) és un jaciment arqueològic de la civilització maia que es troba a Mèxic, al municipi de Tenosique, en l'Estat de Tabasco.
Aquesta ciutat maia pertany a la conca de l'Usumacinta, igual que Moral Reforma, zona arqueològica de Palenque, Bonampak, Yaxchilan i Piedras Negras. Està situada a l'est de Tabasco, i fou una població d'una certa importància, juntament amb les seues veïnes Moral Reforma, Santa Elena i San Claudio, amb les quals feia un intens bescanvi comercial.
La importància d'aquesta zona raïa que era el punt de control entre dues grans regions: la plana sedimentària de l'Usumacinta tabascal, i les valls i serres de l'alt Usumacinta.
Pomoná és una ciutat cerimonial maia, que fou capital regional, construïda sobre pujols al marge esquerre de l'Usumacinta i dividida en sis conjunts arquitectònics. La regió arribà al seu apogeu en el període clàssic tardà (600 a 900 de), a diferència de la zona del Petén, que data del formatiu tardà (100 ae a 250 de).
Els especialistes classifiquen Pomoná dins dels assentaments del "tipus dispers", perquè entre cim i cim dels pujols – on són els conjunts monumentals – hi ha una distància considerable, amb poca densitat d'habitació o de construccions.

## Nom
Pomoná és la designació moderna del lloc. Aquest nom prové d'un jeroglífic trobat a la zona i que fa al·lusió a aquest nom, que significa en llengua maia: "La casa del Copal".
En recerques recents, es localitzà el glif emblema de Pomoná i se sap que el nom originari de la ciutat era Pakbul; en la inscripció es llegeix com: "Diví senyor de Pakab o Pakbul", i es tradueix com: "diví senyor de Pipa"
Descobriment
Aquest jaciment fou descobert accidentalment el 1959 per un grup de llauradors durant una inspecció de les terres per a ús agrícola.

## Història

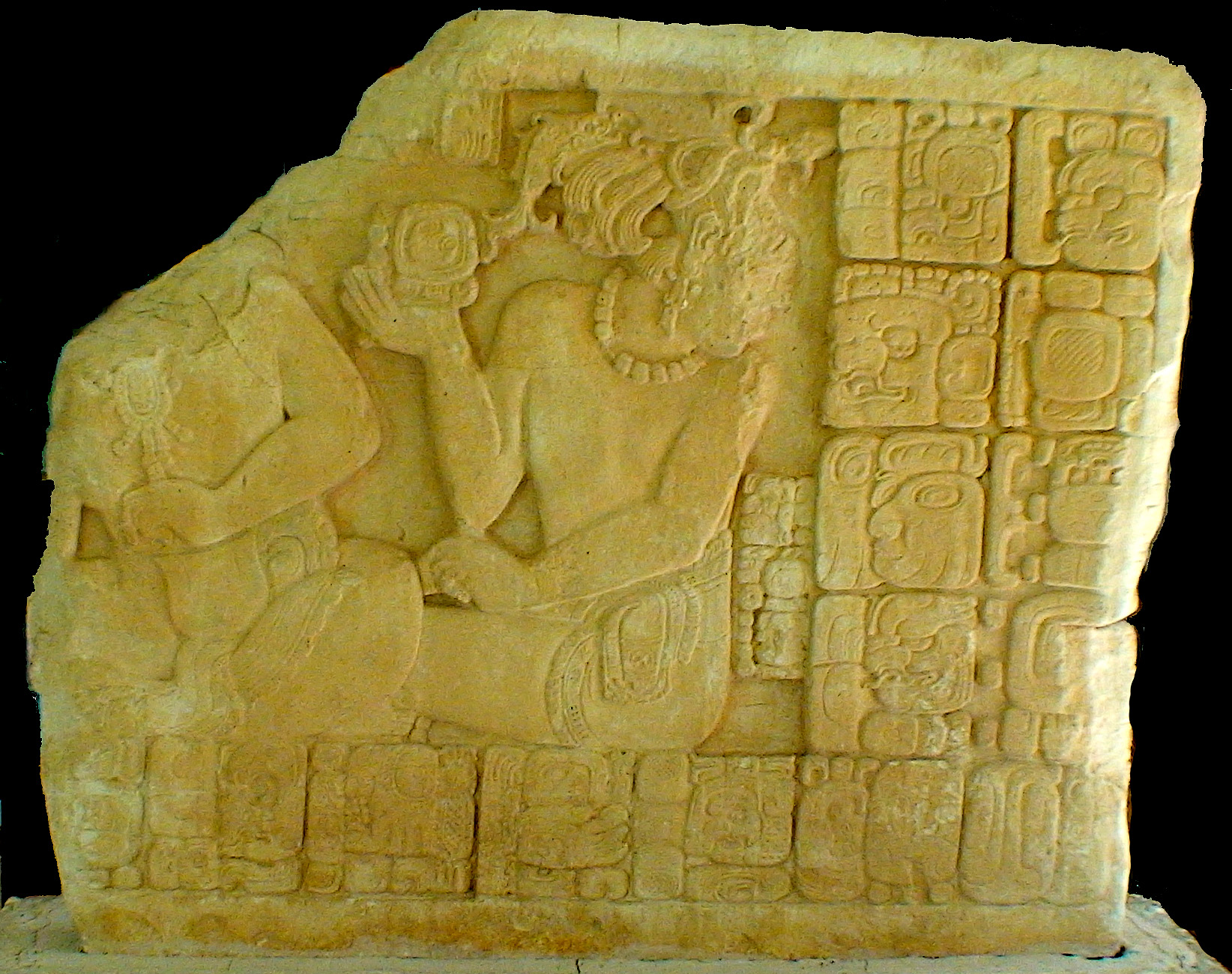
Tauler I, en el museu del jaciment de Pomoná

Aquest jaciment arqueològic data del període clàssic; arribà a la seua màxima esplendor en el clàssic tardà i finalment decaigué en el període postclàssic primerenc. És a dir, el seu desenvolupament se situa entre el 600 i el 900 de.
Segons estudis de camp efectuats entre 1986 i 1988, sembla que Pomoná ja era una ciutat organitzada de primer nivell cap a l'any 692 dC, i arribà a formar-se com una entitat política independent: tingué sota el seu domini llocs com Panhalé, al sud, a Boca del Cerro, i Chinikihá, una mica més cap al sud.
Per la seua situació, Pomoná tingué un paper molt important en les relacions polítiques i comercials de la zona, ja que per ací passaven els mercaders que anaven cap a la plana costanera del Golf de Mèxic i cap a les serres altes o al Petén.
La seua important ubicació geogràfica la dugué a enfrontar-se contínuament pel control territorial i del pas dels rius de la zona, amb els senyorius de Palenque (Lakam Ha), Piedras Negras, Calakmul (Kaan) i fins i tot llocs més distants com La Mar.
Tot i que la seua història encara es troba en inscripcions no desxifrades totalment, se sap per un dels textos jeroglífics que funcionava com a aliat de Palenque i que al 790 dC estigué en guerra contra Piedras Negras, en què Pomoná fou derrotat.
A Pomoná hi ha considerables recursos agrícoles, perquè és una zona d'al·luvions. Els maies desenvoluparen una singular tecnologia per aconseguir millors collites en diferents circumstàncies, com terrasses, camps alçats i altres pràctiques que els permeteren obtenir bons resultats en territoris difícils.

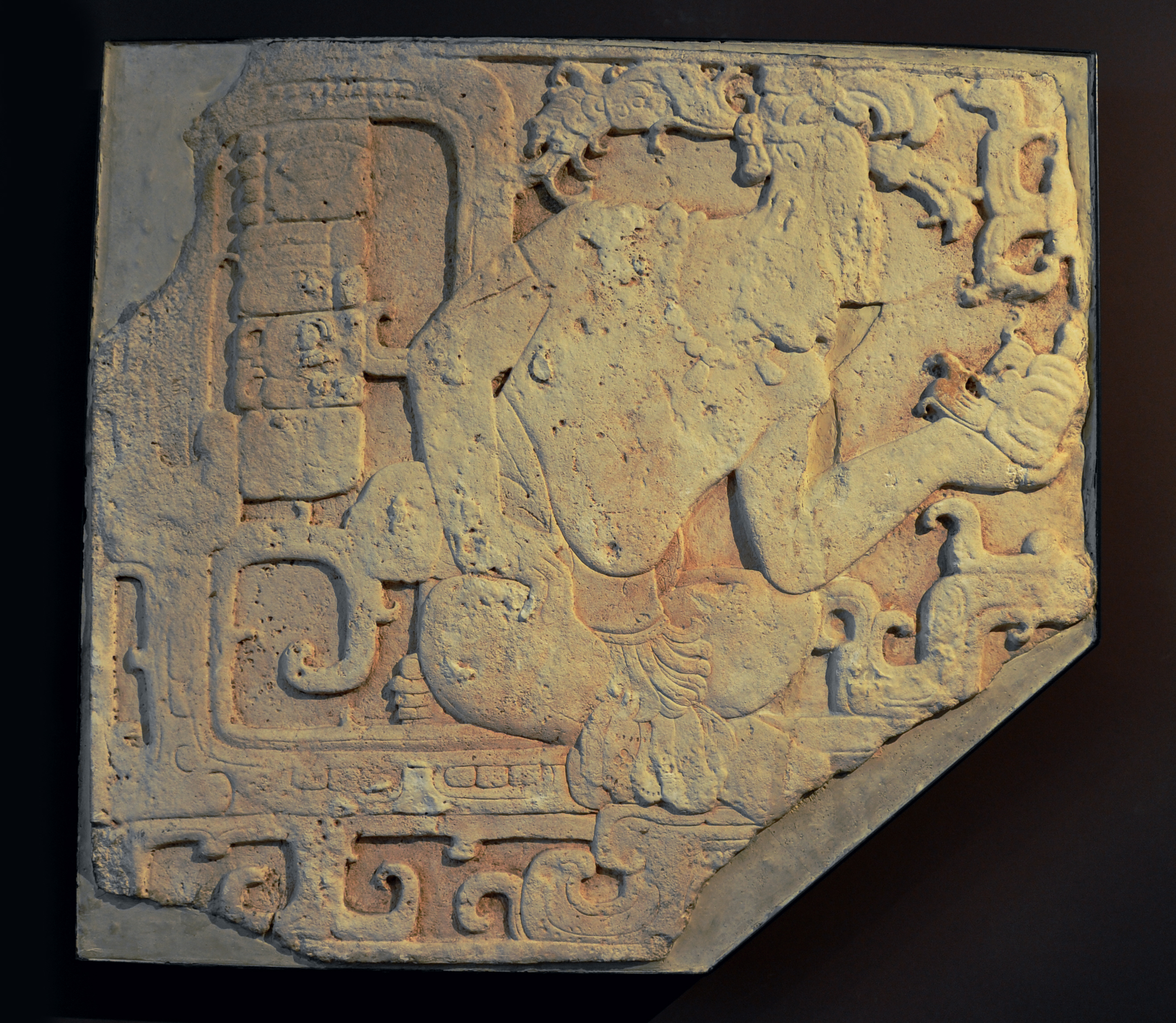
Tauler maia de Pomoná, en el Museu de Zúric, Suïssa

## Descripció del jaciment
Aquesta ciutat arqueològica es compon per sis conjunts arquitectònics importants, juntament amb algunes àrees habitacionals que es distribueixen en prop de 175 hectàrees, i se situen sobre el marge dret del rierol Pomoná, que naix del baix Usumacinta.
Els edificis i les estructures estan construïts amb roca calcària, de diferent qualitat i duresa, portada des dels primers contraforts de la zona muntanyenca del sud de l'estat; el punt més proper en dista 6 km. Un altre dels materials de construcció, tot i escàs, és el maó, semblant a l'usat en les edificacions de la ciutat maia de Comalcalco.
El lloc és rellevant per la riquesa de les seues inscripcions jeroglífiques, que expliquen la cronologia del seu desenvolupament i donen informació sobre els seus governants i les relacions que mantingueren amb les ciutats veïnes.

### Plaça Central

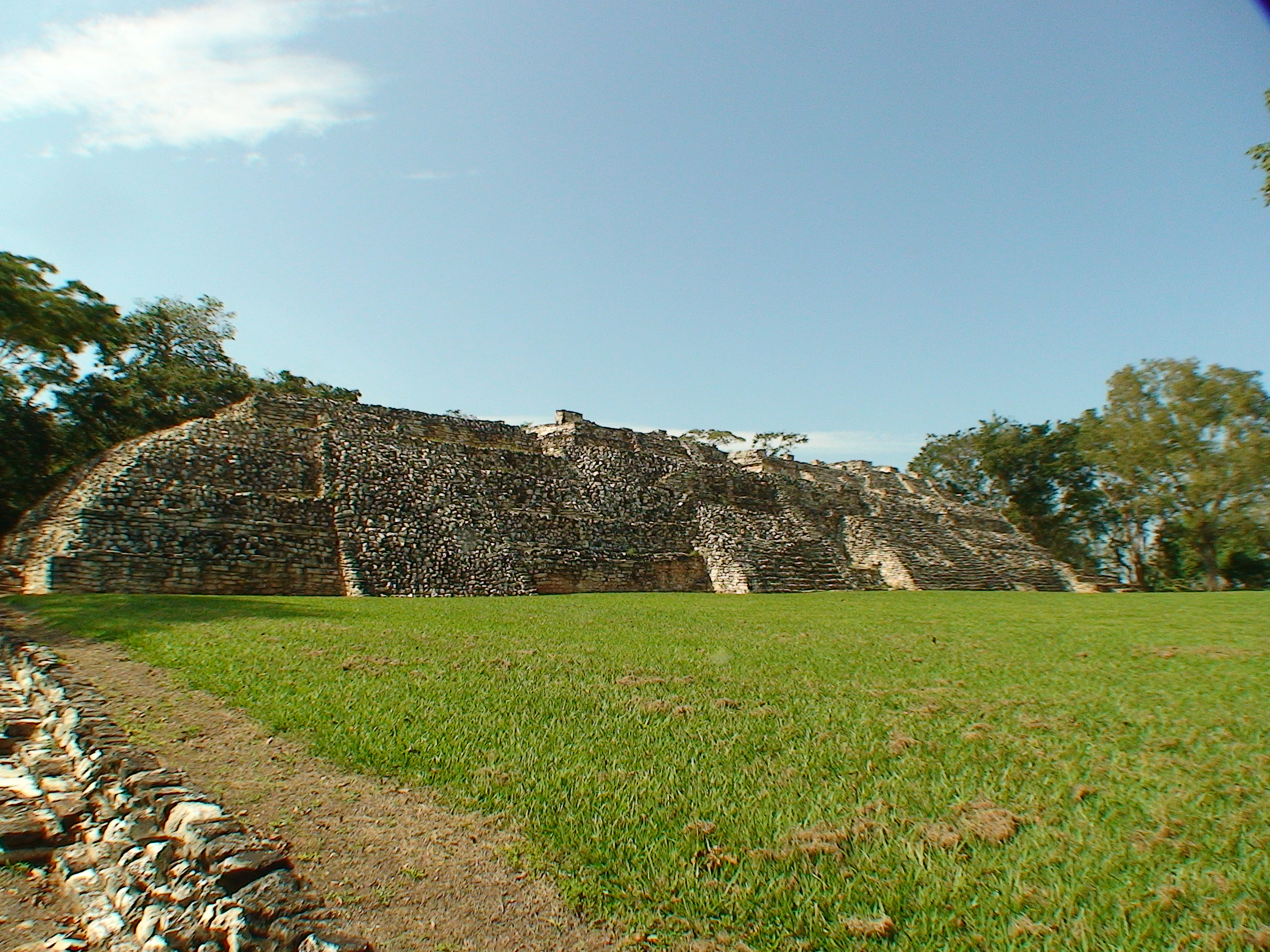
Temples V, VI i VII a l'extrem oest de la plaça Central

Dels sis conjunts arquitectònics, només un dels conjunts està explorat i consolidat: es tracta del que és a l'extrem nord, que el formen 13 edificis que se situen en tres dels costats d'una plaça de planta quadrangular.
Al centre de la plaça hi ha un altar baix, les característiques més rellevants del qual són un primer cos en forma de talús i un de segon format per un tauler; tant en la secció inferior com en la superior hi ha àmplies motllures. Un altre dels elements notables d'aquest edifici –i poc freqüent en aquesta zona- són les seues quatre escalinates ornades, una per façana.
L'extrem oest de la plaça està delimitat per cinc grans edificis, orientats a l'est, entre els quals sobreïxen els denominats Temples V, VI i VII. Cadascú es compon per un basament amb escalinates i, en la secció superior, d'un temple cobert per una volta.
A l'altre extrem de la plaça, pel costat est, hi ha plataformes baixes que limiten l'espai. Entre aquestes sobreïx un petit basament que conté característiques peculiars: és format per tres cossos les cantonades dels quals són reculades, amb tres arestes en lloc d'una. Aquest tipus de construcció s'associa amb èpoques primerenques de l'arquitectura maia.
L'extrem sud de la plaça és cobert, però amb escalinates d'accés, com si tot el conjunt establís relació amb uns altres de més llunyans que se situen en aquesta mateixa direcció dins de Pomoná.

#### Temple I
La Plaça es troba limitada per la banda nord pel denominat Temple I, un gran basament piramidal de planta quadrangular, amb set cossos esglaonats, de murs verticals. La façana principal s'orienta al sud, des d'on es desplanta l'escalinata. Al peu i al capdavant d'aquesta hi ha un altar circular, muntat sobre quatre suports que el separen del pis.

#### Temple IV

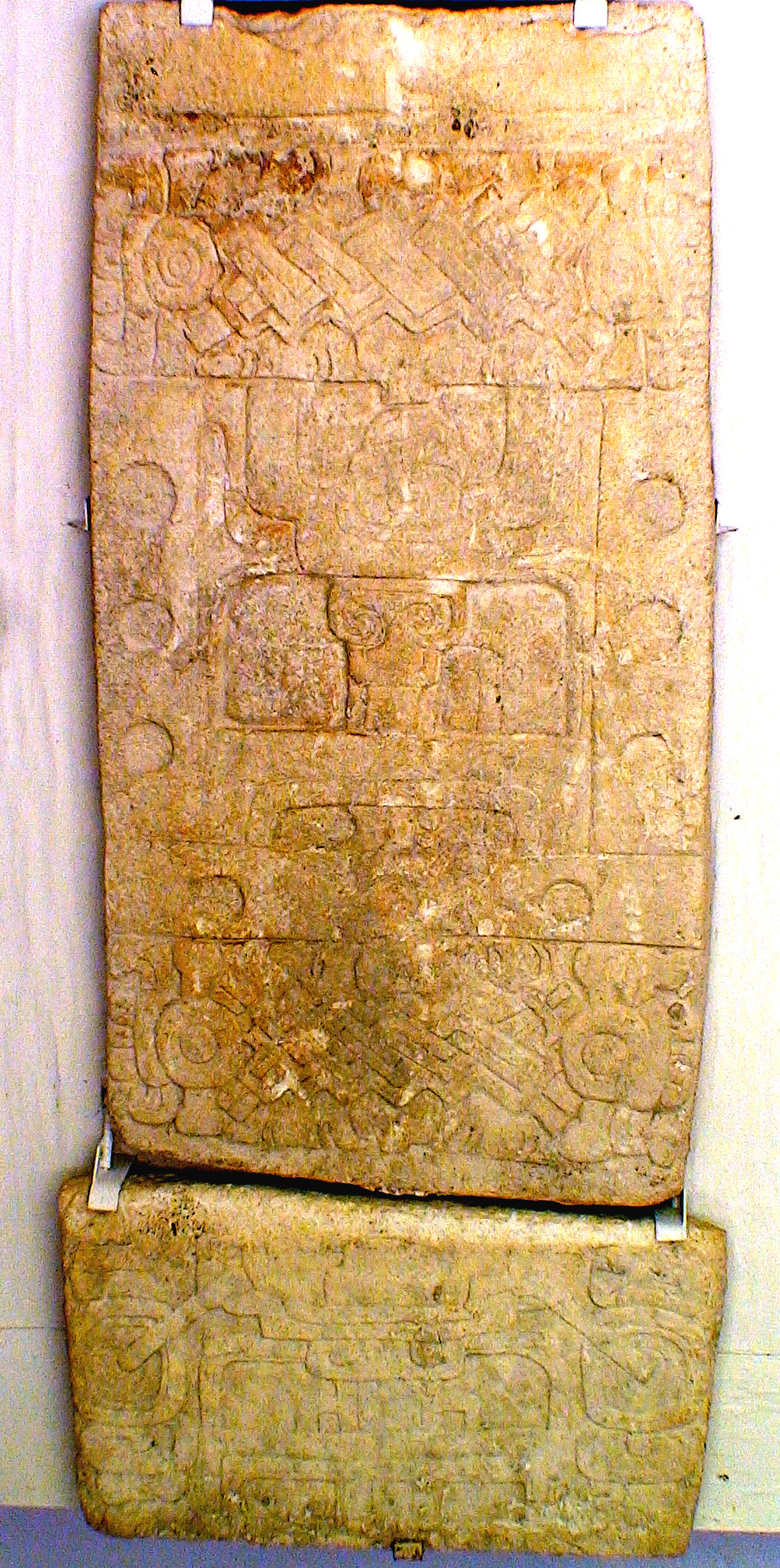
Estela trobada a l'edifici 4

D'aquest conjunt, sens dubte l'edifici IV és el més complex de Pomoná: al front té escalinates amb cabirons que condueixen a la part superior del basament esglaonat. Ací se sosté el temple també amb escalinates i cabirons, i en aquests darrers hi ha quatre làpides monumentals on es representa el déu Kin, el sol.
En la secció superior es trobaren els començaments dels murs que formaven el temple, compost de dues crugies i tres obertures d'accés cobert pel sistema de volta maia o arc fals. Dins hi havia els taulers escultòrics que representen personatges ricament abillats, amb inscripcions jeroglífiques.

## Museu del jaciment
Dins de la zona arqueològica hi ha un museu a càrrec de l'INAH, on es mostra, a més dels objectes recuperats durant les exploracions, una col·lecció de peces que ofereix al visitant un panorama general de les troballes arqueològiques d'aquesta zona. Ací, el visitant pot conèixer la història de Pomoná, i apreciar com era la vida quotidiana dels antics maies.
La col·lecció del museu inclou 120 peces arqueològiques, entre les quals destaquen esteles i taulers maies. Sobreïxen els baixos relleus en pedra calcària com la Làpida de l'escrivà, una estela amb un alt dignatari, un mascaró del déu Sol-Jaguar de l'inframon, ganivets excèntrics de pedrenyal, un bust d'un personatge maia, i una figura d'un ancià amb barba i capell.
La zona arqueològica es troba a 39 km de la ciutat de Tenosique de Pino Suárez, i a 249 km de Villahermosa, la capital de l'estat de Tabasco.

## Imatges
Imatges del Museu de situat al lloc del Jaciment

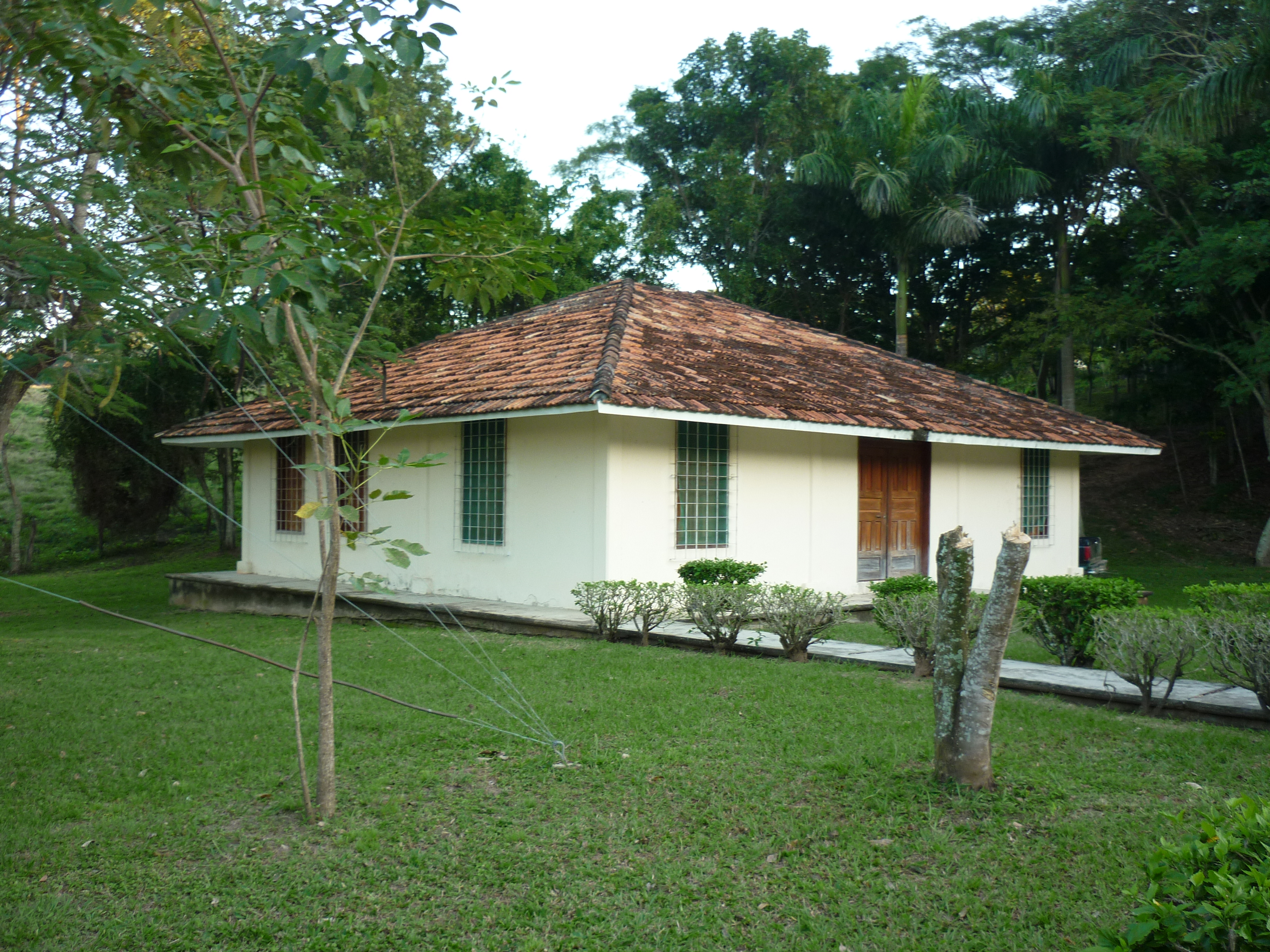
Museu del lloc
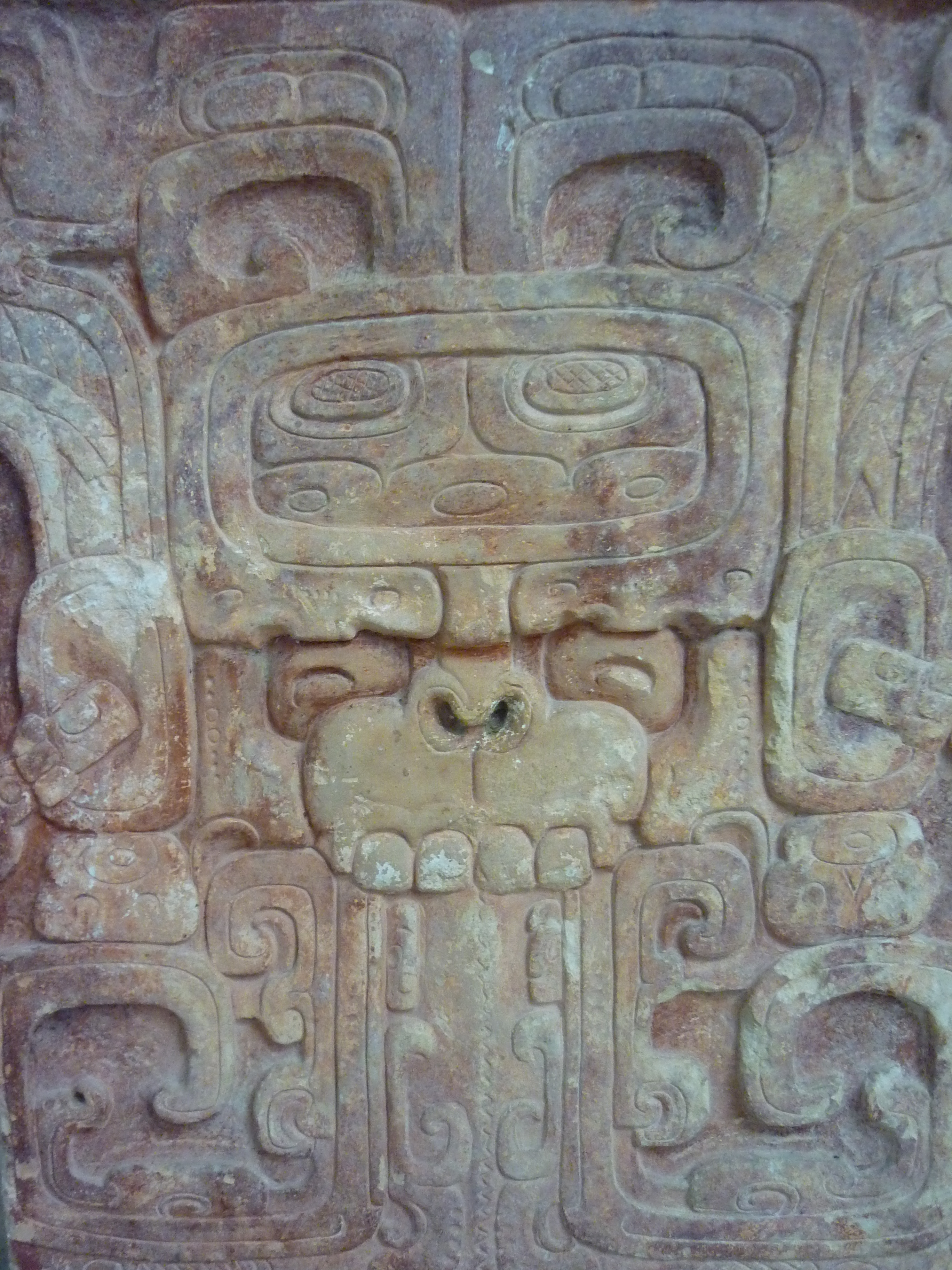
Mascaró del déu Sol-Jaguar
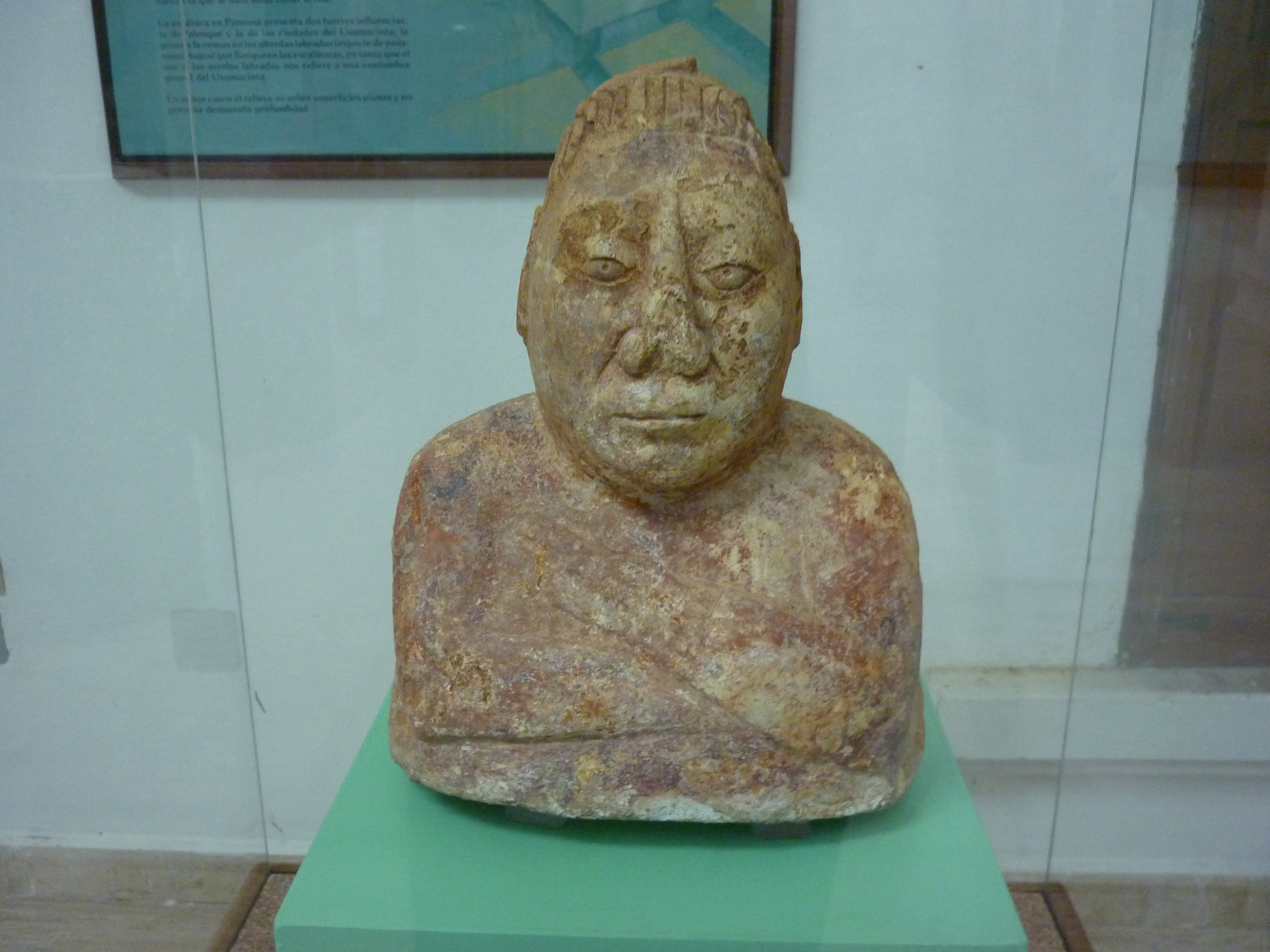
Bust d'un personatge
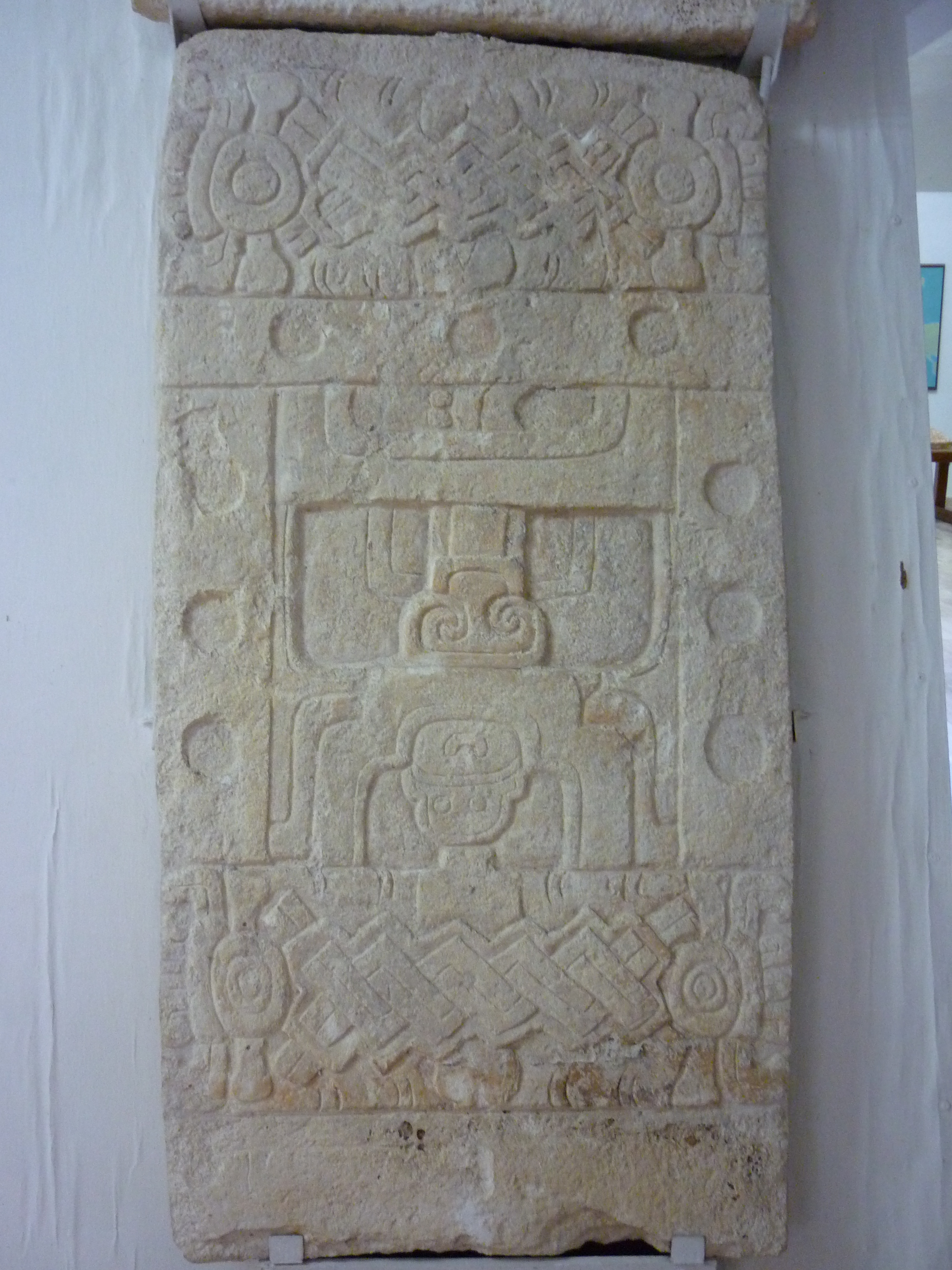
Tauler
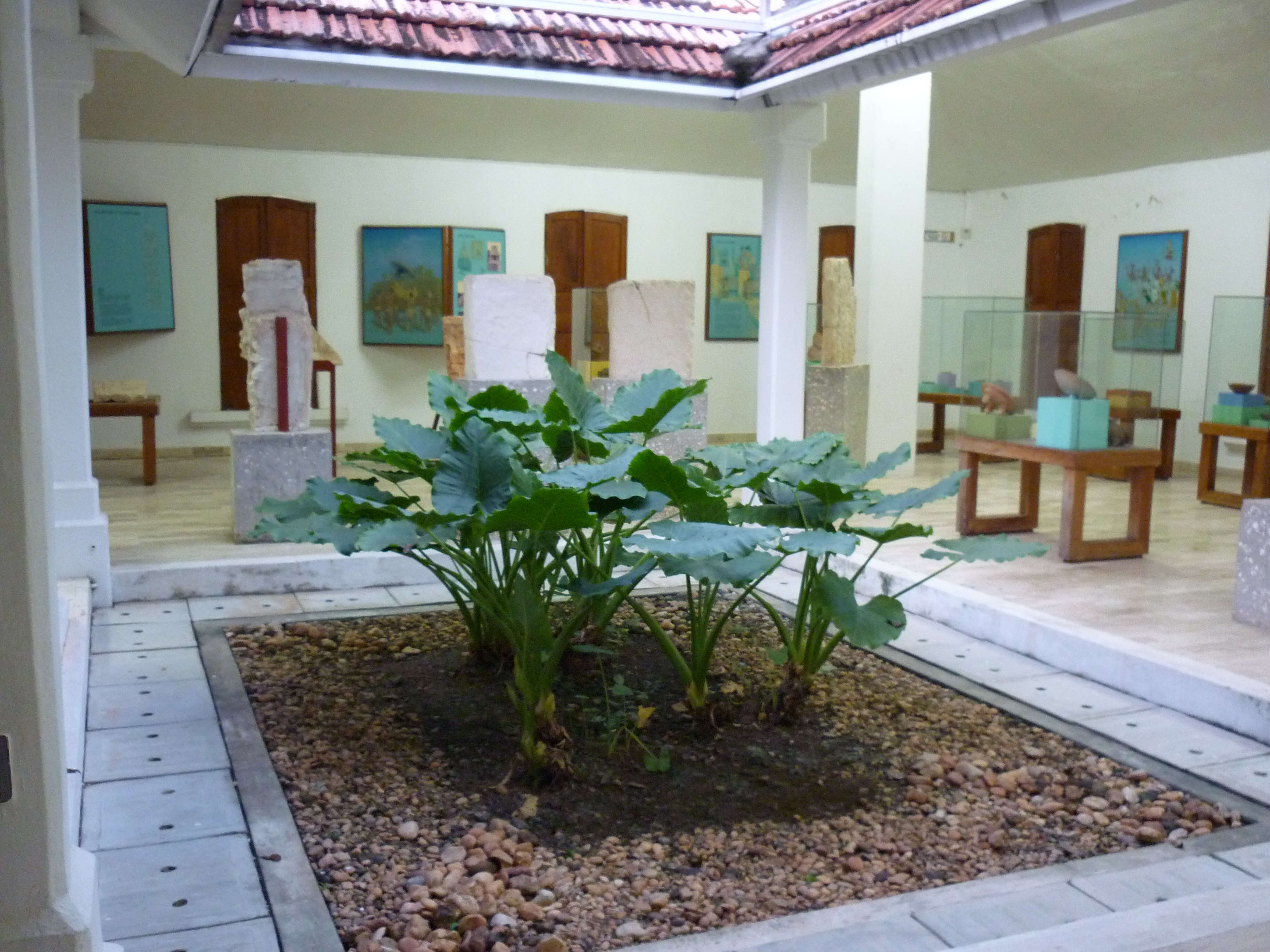
Interior del museu
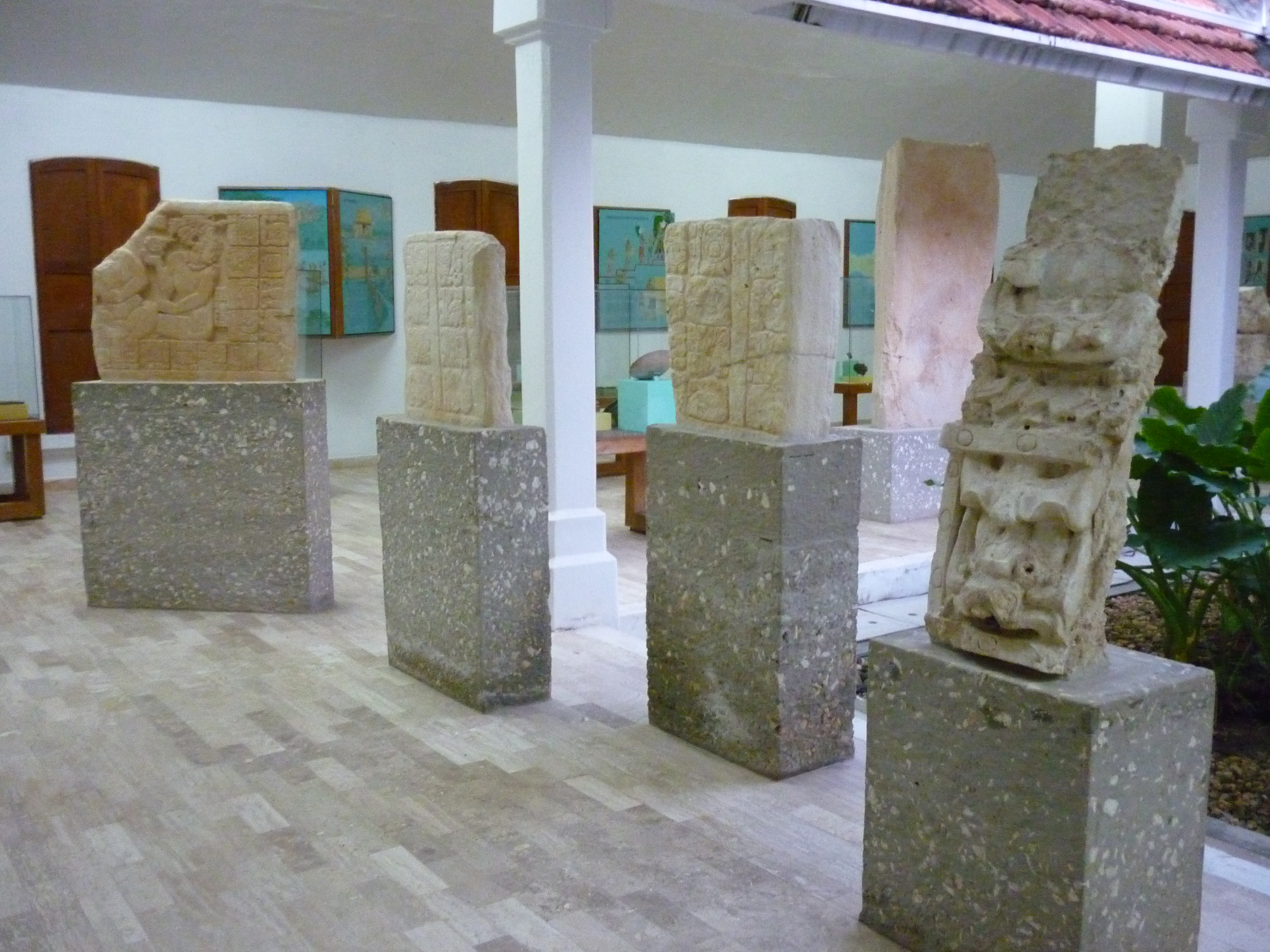
Peces del museu

Principals zones arqueològiques de Tabasco
| Zona arqueològica | Cultura        | Municipi       |
| ----------------- | -------------- | -------------- |
| Comalcalco        | Cultura maia   | Comalcalco     |
| Pomoná            | Cultura maia   | Text de cel·la |
| Sant Claudio      | Cultura maia   | Text de cel·la |
| Santa Elena       | Cultura maia   | Text de cel·la |
| Tortuguero        | Cultura maia   | Text de cel·la |
| Panhalé           | Cultura maia   | Text de cel·la |
| La Venda          | Cultura olmeca | Text de cel·la |
| Malpasito         | Ètnia zoque    | Text de cel·la |

Imatges de les principals zones arqueològiques de Tabasco

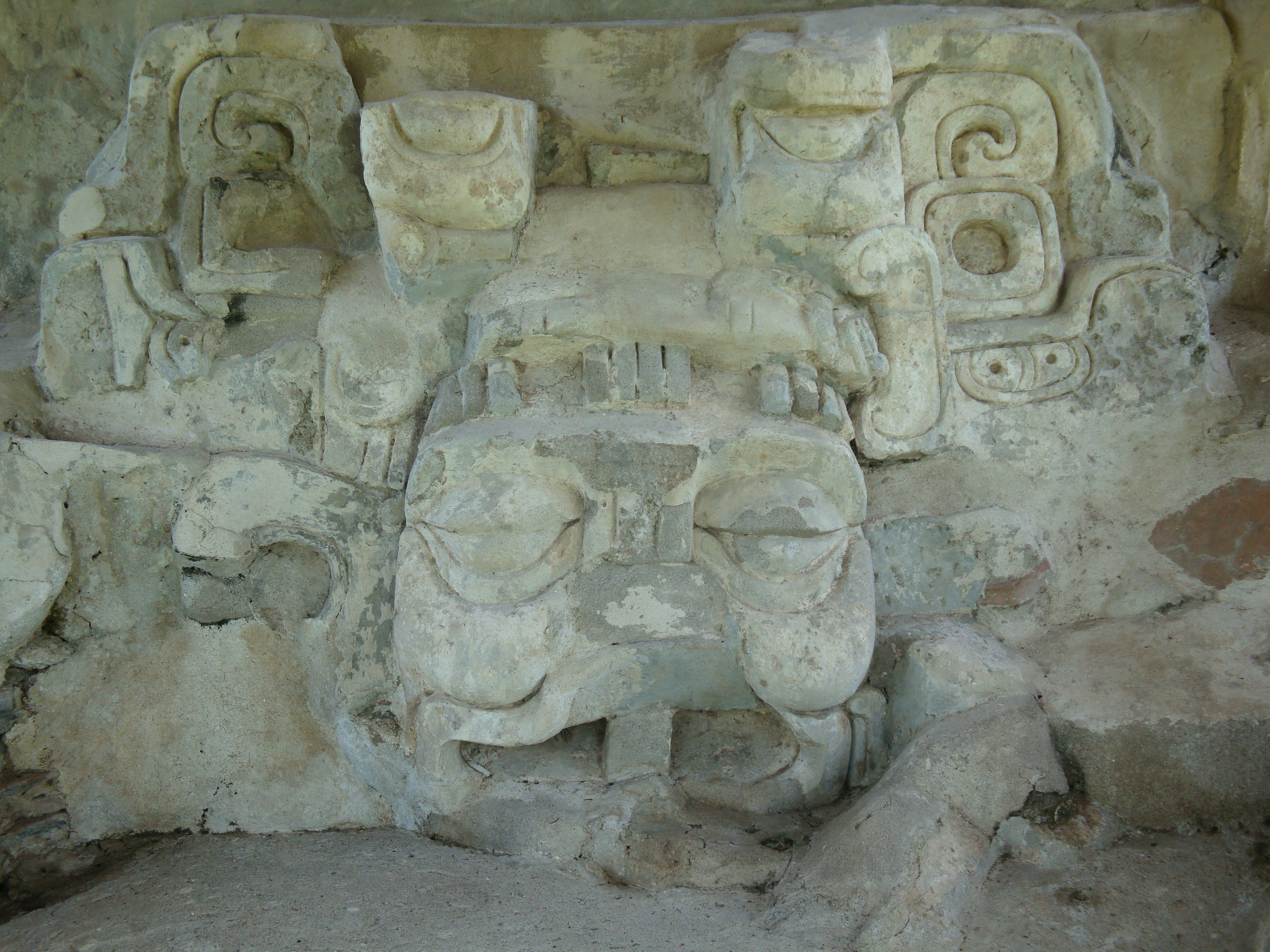
Comalcalco Mascarón
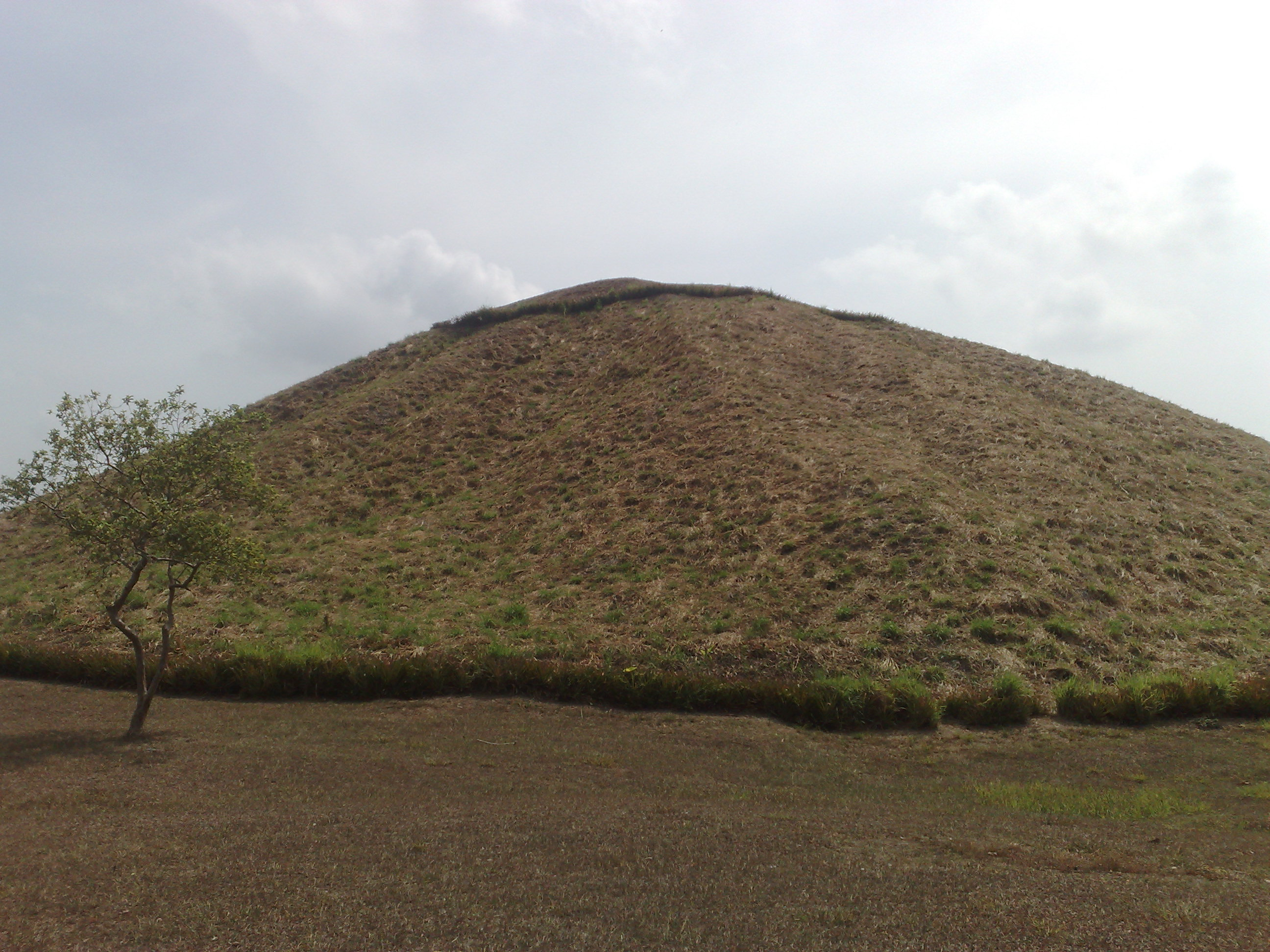
La Venta Pirámide cara sur
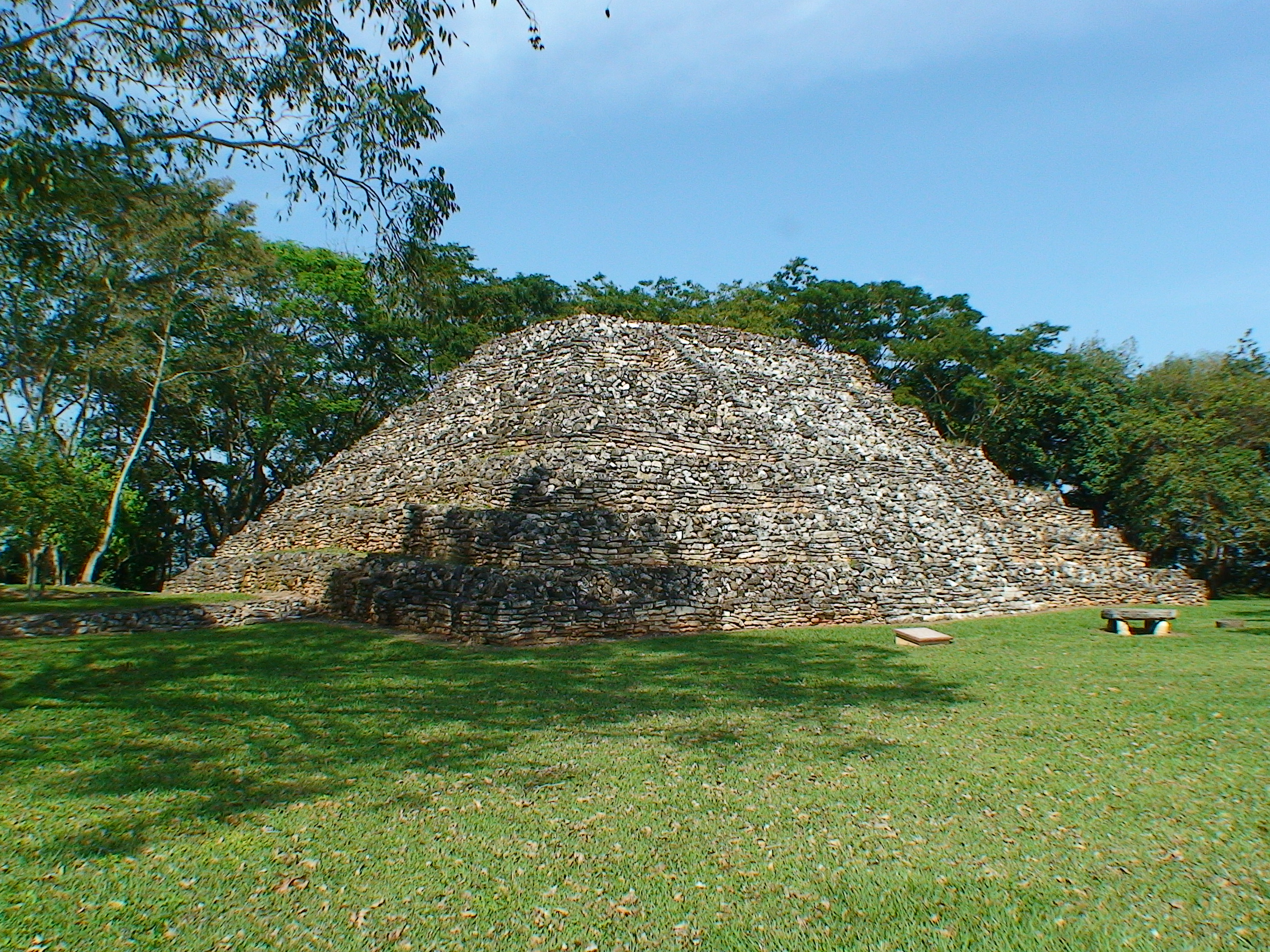
Pomoná
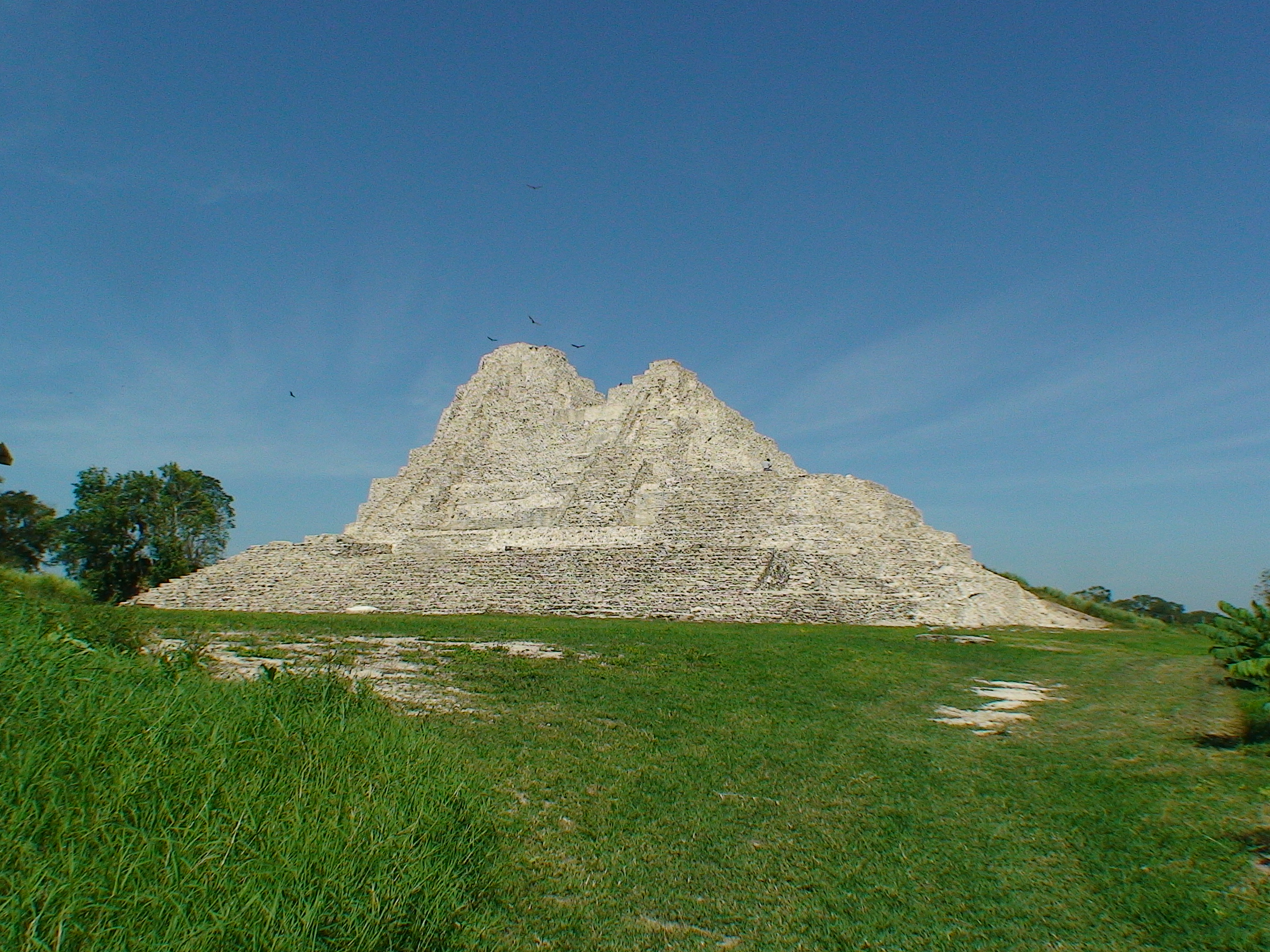
Moral Reforma